# لا مايا (جبل)
لا مايا (بالإنجليزية: La Maya (mountain))‏ هو أحد جبال سلسلة جبال الألب بينيني وجزء من القمة الأم بيكس دي بوسون يقع في كانتون فاليز، سويسرا. يبلغ ارتفاع الجبل حوالي 2916 متر، بينما يبلغ ارتفاع نتوء الجبل 96 متر.